# Amygdalodon
Amygdalodon ist eine Gattung von Dinosauriern aus der Gruppe der Sauropoden. Sie wurde 1947 von Ángel Cabrera erstmals wissenschaftlich beschrieben, basierend auf einem fragmentarischen Skelett aus dem Unter- oder Mitteljura Argentiniens. Heute ist bekannt, dass das Skelett aus den Überresten von mindestens zwei verschiedenen Individuen besteht – damit ist unklar, ob alle Überreste tatsächlich zur selben Art gehören.
Wie bei allen Sauropoden handelte es sich um einen großen vierbeinigen Pflanzenfresser mit langem Hals und Schwanz. Amygdalodon zählt zu den ältesten bekannten Sauropoden, vermutlich handelt es sich um einen ursprünglichen Vertreter der Eusauropoda. Einzige Art ist Amygdalodon patagonicus.

## Forschungsgeschichte und Namensgebung
Der Geologe Alejandro Piatnitzky (1936) berichtete über „Knochen eines Sauriers, der eine Körperlänge von nicht weniger als 5–7 Meter erreichte“ (bones of a saurian of no less than 5–7 m long), die er während einer Erdöl-Exploration in der argentinischen Provinz Chubut vorfand. Piatnitzky barg einige der Fossilien, beließ die meisten Fossilien aber an ihrem Fundort. Anfang des Jahres 1947 besuchte der Geologe Tómas Suero, der ebenfalls für ein Erdöl-Unternehmen arbeitete, den Fundort und barg den Großteil der Fossilien. Noch im selben Jahr wurden Sueros Funde von dem Zoologen und Paläontologen Ángel Cabrera als eine neue Art und Gattung wissenschaftlich beschrieben – Amygdalodon patagonicus. Dieser Name bedeutet so viel wie „patagonischer Mandelzahn“ (altgriechisch ἀμυγδάλη amygdálē, deutsch ‚Mandel‘, altgriechisch ὀδούς odous, deutsch ‚Zahn‘) und weist auf die „mandelförmige“ Form der Zähne hin. Amygdalodon war der erste Dinosaurier, der aus dem Jura Südamerikas beschrieben wurde.
1963 veröffentlichte Rodolfo Casamiquela eine Neubeschreibung der Gattung. Neben den von Tómas Suero geborgenen Fossilien schrieb Casamiquela auch die zuvor von Piatnitzky aus derselben Fundstelle geborgenen Fossilien dieser Gattung zu. In der Folgezeit fand Amygdalodon in der wissenschaftlichen Literatur nur wenig Beachtung. Verschiedene Autoren stellten die Gültigkeit dieser Gattung in Frage, da die beschriebenen Merkmale keine klare Abgrenzung zu verwandten Sauropoden-Gattungen erlauben würden. So bemerken Paul Upchurch und Kollegen (2004), dass Amygdalodon in zukünftigen Studien möglicherweise als Nomen dubium (zweifelhafter Name) betrachtet werden könnte.
Oliver Rauhut (2003) bot eine umfangreiche Revision der Gattung. Dieser Forscher wies darauf hin, dass die bisher beschriebenen Amygdalodon-Fossilien zu mehr als einem Individuum gehörten – somit kann nicht ausgeschlossen werden, dass die Fossilien zu mehreren verschiedenen Arten gehören. Um dennoch die Gültigkeit von Amygdalodon aufrechtzuerhalten, wählte Rauhut einen vorderen Rückenwirbel – das Skelettelement, das sich am deutlichsten durch einzigartige Merkmale von anderen Sauropoden unterscheidet – und bestimmte ihn als Lektotypus, anhand dessen die Gattung neu definiert wird. Bis auf zwei weitere Rückenwirbel schließt Rauhut konsequent alle anderen Fossilien aus der Gattung aus. Somit ist Amygdalodon derzeit lediglich durch drei Rückenwirbel bekannt.

## Geologie des Fundorts, Alter und Fund
Der Fundort befindet sich am östlichen Ausläufer der Sierra de Pampa de Agnía südöstlich von Cerro Camerón in Chubut. Er zählt zur Cerro-Carnerero-Formation, einer Gesteinsabfolge, die sich vor allem aus Tuffen und Konglomeraten zusammensetzt. Das Alter dieser Formation ist umstritten – obwohl die meisten Autoren eine Datierung auf das Bajocium (Mitteljura) angeben, vermuten andere, dass sie bereits während des Toarciums (Unterjura) zur Ablagerung kam. Amygdalodon ist der bislang einzige aus der Cerro-Carnerero-Formation beschriebene Dinosaurier; andere dokumentierte Fossilien schließen Überreste von Pflanzen mit ein. Die Amygdalodon-Fossilien selbst stammen aus einer Lage aus sandigem Tuff und bläulich-grauen Tonstein. Obwohl keine Daten zur Fundlage der Fossilien relativ zueinander veröffentlicht wurden, vermutet Oliver Rauhut, dass die Fossilien an der Geländeoberfläche gesammelt worden wären, da eine umfassendere Grabung für Geologen, die mit der Ölexploration beschäftigt sind, nicht möglich gewesen wäre.
Das ursprünglich zu Amygdalodon gestellte Material ist sehr fragmentarisch und schließt verschiedene Zähne, wenige Wirbel (einen Hals-, drei Rücken-, ein Kreuzbein-, zwei Schwanzwirbel und verschiedene Wirbelfragmente), fragmentarische Rippen, ein fragmentarisches rechtes Schambein, ein Fragment des Schulterblatts sowie das Unterende eines Schienbeins mit ein. Oliver Rauhut (2003) zeigt, dass diese Fossilien zu mehr als einem Individuum gehörten – am offensichtlichsten zeige sich dies an den relativen Größenunterschieden der Knochen. Zwar sei es möglich, dass die durch diese Fossilien vertretenen Individuen verschiedene Altersstufen der gleichen Art darstellen; es könne jedoch nicht ausgeschlossen werden, dass sie zu verschiedenen Arten gehörten. Somit schreibt Rauhut lediglich die drei Rückenwirbel der Gattung Amygdalodon zu, die restlichen Überreste werden als nicht weiter zuzuordnendes Eusauropoden-Material aus der Gattung ausgegliedert. Alle Fossilien befinden sich im La-Plata-Museum im argentinischen La Plata.

## Merkmale und Systematik
Amygdalodon erreichte eine Länge von über zehn Metern. Oliver Rauhut (2003) beschrieb Merkmale an den Rückenwirbeln, welche die Gattung von allen verwandten Gattungen abgrenzen: So brechen die seitlichen Wände des Wirbellochs sowie der Centropostzygapophyseal-Laminae (ein dünnes Knochenblatt, welches den Wirbelkörper mit den hinteren Gelenkfortsätzen verbindet) nach hinten seitlich aus. Außerdem ist das Wirbelloch nicht gerade, sondern deutlich gebogen.
Ursprünglich wurde Amygdalodon als ein Vertreter der Cetiosauridae klassifiziert. Diese Gruppe sehr ursprünglicher Sauropoden gilt heute als paraphyletisch und damit als ungültig. Heute gilt Amygdalodon als ein sehr ursprünglicher Vertreter der Eusauropoda, einer Gruppe, die alle Sauropoden bis auf wenige sehr ursprüngliche Vertreter umfasst. Die Zugehörigkeit zu den Eusauropoda wird durch die Wirbelbögen der Rückenwirbel angezeigt, die ebenso hoch oder höher sind wie der Wirbelkörper.